# ADK Ałmaty
ADK Ałmaty (ros. Спортивный клуб «Алматинский домостроительный комбинат», kaz. «Алматы үй құрылысы комбинаты» спорт клубы, Ałmaty uj kuryłysy kombinaty sport kłuby) – kazachski klub piłkarski, mający siedzibę w mieście Ałmaty, w południowo-wschodniej części kraju.

## Historia
Chronologia nazw:
- 1961: ADK Ałmaty (ros. АДК (Алматы))

Klub piłkarski ADK został założony w miejscowości Ałmaty w 1961 roku i reprezentował Ałmatyński Domobudowniczy Kombinat (ADK). W 1961 zespół startował w rozgrywkach 1 grupy mistrzostw Kazachskiej SRR, zajmując 3.miejsce. W następnym sezonie 1962 zdobył mistrzostwo Kazachskiej SRR i awansował do rozgrywek profesjonalnych. W 1963 debiutował w Klassie B Mistrzostw ZSRR (D3), zajmując przedostatnie 14.miejsce w grupie 2 republik radzieckich. Również debiutował w rozgrywkach Pucharu ZSRR. W kolejnych dwóch sezonach występował w mistrzostwach Kazachskiej SRR zdobywając mistrzostwo 1964 i 1965 roku. W 1966 ponownie startował w Klassie B (D3), plasując się na 8.pozycji w grupie Azji Środkowej i Kazachstanu. W następnym sezonie również był ósmym w tabeli grupy. W 1968 klub osiągnął największy sukces zdobywając wicemistrzostwo grupy kazachskiej. W sezonie 1969 zajął 6.miejsce w grupie kazachskiej, a w 1970 po reorganizacji systemu lig klub został zdegradowany do rozgrywek amatorskich. W 1989 zagrał w Pucharze Kazachskiej SRR wśród amatorów.

## Barwy klubowe, strój
| Czerwony | Biały |

Klub ma barwy czerwono-białe. Zawodnicy domowe spotkania zazwyczaj grają w czerwonych koszulkach, czerwonych spodenkach oraz czerwonych getrach.

## Sukcesy

### Trofea międzynarodowe
Nie uczestniczył w rozgrywkach europejskich (stan na 31-05-2019).

### Trofea krajowe
| \| \| Zdobyte trofea w rozgrywkach Związku Radzieckiego (stan na: 31-12-1992) \| |                                                                         |      |          |
| Rozgrywki                                                                        | Osiągnięcie                                                             | Razy | Sezon(y) |
| Mistrzostwo                                                                      | I miejsce                                                               | 0    |          |
| Mistrzostwo                                                                      | II miejsce                                                              | 0    |          |
| Mistrzostwo                                                                      | III miejsce                                                             | 0    |          |
| Puchar                                                                           | zdobywca                                                                | 0    |          |
| Puchar                                                                           | finalista                                                               | 0    |          |
| Puchar                                                                           | 1/512 finału                                                            | 1    | 1963     |
| II liga                                                                          | I miejsce                                                               | 0    |          |
| II liga                                                                          | II miejsce                                                              | 0    |          |
| II liga                                                                          | III miejsce                                                             | 0    |          |
|                                                                                  | Zdobyte trofea w rozgrywkach Związku Radzieckiego (stan na: 31-12-1992) |      |          |

- Klass B (D3):
  - wicemistrz (1x): 1968 (gr.kazachska)
- Mistrzostwa Kazachskiej SRR (D4):
  - mistrz (3x): 1962, 1964, 1965
- Puchar Kazachskiej SRR (D4):
  - zdobywca (1x): 1965
  - finalista (1x): 1974

## Poszczególne sezony

### Rozgrywki międzynarodowe

#### Europejskie puchary
Nie uczestniczył w rozgrywkach europejskich.

### Rozgrywki krajowe
| \| \| Bilans występów klubu w rozgrywkach piłkarskich Związku Radzieckiego (Stan na 31 grudnia 1992 r.) \| |                                                                                                   |        |       |   |   |   |    |    |     |                 |        |        |       |
| Poziom | Rozgrywki                                                                                         | Sezony | Mecze | Z | R | P | B+ | B– | Pkt | Lata            | Awanse | Spadki | Naj.  |
| I | Wysszaja Liga                                                                                     | 0      |       |   |   |   |    |    |     |                 |        |        |       |
| II | Pierwaja Liga                                                                                     | 0      |       |   |   |   |    |    |     |                 |        |        |       |
| III | Klass B                                                                                           | 5      |       |   |   |   |    |    |     | 1963, 1966–1969 | 0      | 2      | 2     |
| | Puchar ZSRR                                                                                       | 3      |       |   |   |   |    |    |     | 1963, 1967–1969 | 0      | 0      | 1/512 |
| | Bilans występów klubu w rozgrywkach piłkarskich Związku Radzieckiego (Stan na 31 grudnia 1992 r.) |        |       |   |   |   |    |    |     |                 |        |        |       |

## Struktura klubu

### Stadion
Klub piłkarski rozgrywa swoje mecze domowe na stadionie ADK w Ałmaty, który może pomieścić 5000 widzów.

### Inne sekcje
Klub prowadzi drużyny dla dzieci i młodzieży w każdym wieku.

## Kibice i rywalizacja z innymi klubami

### Derby
- Awtomobilist Ałmaty
- Lokomotiw Ałmaty
- Zwiezda Ałmatyński obwód